# توماس باریوس ورا
توماس باریوس ورا (اسپانیایی: Tomás Barrios Vera‎؛ زادهٔ ۱۰ دسامبر ۱۹۹۷) تنیس‌باز اهل شیلی است.
وی در مسابقات کشوری و بین‌المللی در مجموع برندهٔ ۱ مدال طلا، ۱ مدال نقره شده‌است.